# Mariatistel
Mariatistel (Silybum marianum) är en växtart i familjen korgblommiga växter.

## Beskrivning
Mariatistel är en ett- eller tvåårig ört som kan bli över en meter hög. Den har en vanligen grenig stjälk med strödda, vitfläckiga blad, som har tandad kant med vassa tornar. De rödvioletta blomkorgarna sitter ensamma och har taggiga holkfjäll. 

## Utbredning
Mariatisteln är en odlad art som sällsynt kan finnas förvildad. Den har sitt ursprung i Medelhavsområdet. Förutom Medelhavsregionen finns glest fördelade vilda populationer i västra Ryssland, i norra Afrika över bördiga halvmånen fram till nordvästra Indien och i östra Etiopien. Mariatistel växer i låglandet och i bergstrakter upp till 1700 meter över havet. Arten är uthärdligt mot torka och den kan hittas vid sandiga platser nära kusten, kanter av diken, betesmarker och ödemark. Myran Messor semirufus lever ofta på mariatistel. Den söker närheten till oljan som bildas i växtens frön.

## Medicinsk användning
Mariatistel används inom folkmedicinen som medel till skydd mot levergifter, till exempel alkohol och svampförgiftning. Örtens huvudsakliga aktiva ämne kallas silymarin. Örten används också till att motverka lindrigare gallbesvär, förstorad lever, förhöjda levervärden (leverenzymer och bilirubin) samt skrumplever. Använda växtdelar är blad och blommor/frukt. 

## Hot
Vanligen betraktas ursprungliga och introducerade populationer tillsammans och så är inga hot kända. IUCN listar arten som livskraftig (LC).